# Edzai Kasinauyo
Edzai Kasinauyo (Seke, 28 marzo 1975 – Johannesburg, 16 giugno 2017) è stato un calciatore zimbabwese, di ruolo centrocampista.

## Biografia
Nel dicembre 2015 viene eletto consigliere della ZIFA. Il 30 marzo 2016, accusato di aver truccato alcune gare, viene espulso dalla ZIFA. Ha due figli, Jayden e Tatenda. Il 16 giugno 2017 muore in un ospedale privato di Johannesburg, dove era ricoverato da alcuni giorni.

## Carriera

### Club
Ha cominciato a giocare in patria, al CAPS United. Nel 1997 si è trasferito in Sudafrica, al Cape Town City FC (Ajax Cape Town dal 1998). Nel 2001 è stato ceduto in prestito all'Hellenic. Nell'estate 2002 è rientrato all'Ajax Cape Town. Nel gennaio 2003 è stato acquistato dal Moroka Swallows. Nel 2006 è stato prestato all'AK. Nel 2007 è tornato al Moroka Swallows.

### Nazionale
Ha debuttato in Nazionale nel 2001. Ha partecipato, con la Nazionale, alla Coppa d'Africa 2006. Ha collezionato in totale, con la maglia della Nazionale, 18 presenze e tre reti.